# Megumi Igarashi
Megumi Igarashi (五十嵐恵) est une artiste plasticienne japonaise, née le 14 mars 1972. Elle se fait appeler Rokudenashiko (ce qui signifie « bonne à rien » ou « mauvaise fille »). Sa spécialité est l'« art vaginal » : « son travail, insolite et non dénué d'humour, vise à casser le tabou de la représentation du sexe féminin ». Elle est la première femme au Japon à avoir été condamnée pour « obscénité ».

## Biographie
Selon Rokudenashiko, le sexe féminin « est vu comme obscène car il est trop caché, alors qu'il s'agit juste d'une partie du corps de la femme ». Son but est de « démystifier » les organes génitaux féminins, « alors que les illustrations de pénis font partie de la pop culture ».
On lui doit des dioramas (petites maquettes ayant pour cadre son paysage pubien), des coques de smartphone, des bijoux, des gâteaux ou des lampes, et un canoé kayak dont le pont supérieur est construit sur le modèle de sa vulve, préalablement scannée en 3D et dont le scan a été envoyé à une trentaine de personnes afin de les remercier d'avoir soutenu financièrement cette réalisation. Elle a été inculpée le 24 décembre 2014 pour avoir enfreint la loi japonaise sur la pornographie. Le 16 juillet 2020, la Cour suprême de Tokyo a confirmé sa condamnation à une amende de 400 000 yens pour diffusion d’images obscènes. Le film documentaire #Female Pleasure de la réalisatrice Suisse Barbara Miller accompagne ce procès. Il s'agit d'un portrait de cinq femmes engagées pour une sexualité féminine autodéterminée dont Rokudenashiko.
Une de ses dernières réalisation (en 2014) est une marionnette nommée Gundaman, qui fait référence à une figure à succès de l'animation japonaise, Gundam. Le suffixe japonais man est un diminutif de manko, mot signifiant chatte. Contrairement à sa sonorité de superhéros, de type Superman ou Spider-Man, ce suffixe affuble le personnage d'une vulve,.
Elle publie L’art de la vulve, une obscénité ?, manga traduit en français en 2018. Elle y défend le droit de représenter le sexe féminin. Cette représentation doit permettre aux femmes de ne pas avoir honte de leur sexe.
Rokudenashiko est mariée avec Mike Scott, le chanteur du groupe The Waterboys.

## Œuvre
- Rokudenashiko, What is Obscenity ? The Story of a Good for Nothing Artist and Her Pussy (Koyama Press, 2016), tr. du japonais par A. Ishii  (ISBN 978-1-927-668-31-3)